# Goryphus albofasciatus
Goryphus albofasciatus är en stekelart som först beskrevs av Matsumura och Tohru Uchida 1926.  Goryphus albofasciatus ingår i släktet Goryphus och familjen brokparasitsteklar. Inga underarter finns listade i Catalogue of Life.